# Ingenio

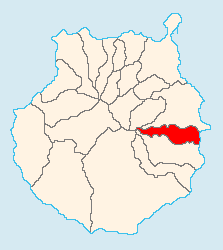
Localização de Ingenio

Ingenio é um município da Espanha na província de Las Palmas, comunidade autónoma das Canárias. Tem 38,15 km² de área e em 2021 tinha 31 887 habitantes (densidade: 835,8 hab./km²).

## Demografia
| Variação demográfica do município entre 1991 e 2004 | Variação demográfica do município entre 1991 e 2004 | Variação demográfica do município entre 1991 e 2004 | Variação demográfica do município entre 1991 e 2004 |
| --------------------------------------------------- | --------------------------------------------------- | --------------------------------------------------- | --------------------------------------------------- |
| 1991                                                | 1996                                                | 2001                                                | 2004                                                |
| 21807                                               | 24394                                               | 24439                                               | 26857                                               |

|                                    | Norte: Telde |                         |
| Oeste: Valsequillo de Gran Canaria | Ingenio      | Leste: Oceano Atlântico |
|                                    | Sul: Agüimes |                         |

## Infraestrutura
O sítio aeroportuário do Aeroporto de Gran Canária fica entre Ingenio e Telde.